# 大众阵线
大众阵线（西班牙語：Frente de Todos）是阿根廷的一个由庇隆主义者和基什内尔主义者组成的中左翼政党联盟。该联盟成立于2019年6月12日，并注册参加了2019年阿根廷大选，推出总统候选人阿尔韦托·费尔南德斯和副总统候选人克里斯蒂娜·费尔南德斯·德基什内尔的组合。
大众阵线的轴心是四大政治团体的整合，包括由阿尔韦托·费尔南德斯领导的庇隆主义政党——正义党，这是阿根廷国内最大政党，及由克里斯蒂娜·费尔南德斯·德基什内尔领导的基什内尔主义政治团体，他们主要由一些庇隆主义者和非庇隆主义者组成，以及大部分那些是庇隆主义者的省长，和由Sergio Massa领导的革新阵线。此外，还有加上一些政治团体，如艾薇塔运动、南方项目、我们是、阿方辛主义者全国运动、布宜诺斯艾利斯社会党和团结党等。

## 成员党
- 正義黨
- 复兴阵线
- 争取文化、教育和劳动党
- 联邦承诺
- 科琳娜
- 胜利党
- 新较量
- 我们是
- 南方项目
- 广泛阵线
- 团结党
- 人民联合
- 阿方辛主义者全国运动
- FORJA协商党
- 阿根廷共产党
- 共产党（非常代表大会）
- 革命共产党
- 不妥协党
- 伟大祖国阵线

## 外部連結
- 官方网站